# 12513 Niven
12513 Niven è un asteroide della fascia principale. Scoperto nel 1998, presenta un'orbita caratterizzata da un semiasse maggiore pari a 2,1517710 UA e da un'eccentricità di 0,1786871, inclinata di 2,24005° rispetto all'eclittica.